# Juan Dolio
Juan Dolio es un paraje perteneciente al municipio de Guayacanes en la República Dominicana.
Su ubicación geográfica está en las coordenadas 18°25′ N y 69°25′ O.
Juan Dolio es una comunidad costera del municipio Guayacanes de la provincia San Pedro de Macorís y uno de los principales destinos turísticos de la región este de la República Dominicana.
Está ubicado entre la ciudad capital Santo Domingo y la capital provincial San Pedro de Macorís.
En la época precolombina, este fue el sitio de un asentamiento indígena conocido como El Corral, ya que la bahía que sirvió como puerto para sus canoas está protegida por un arrecife de coral.
Originalmente un pequeño pueblo pesquero, Juan Dolio se convirtió en un pionero de la industria hotelera de la República Dominicana para finales de los años 80 convirtiéndose en un destino preferido por turistas europeos. En los siguientes años se construyeron nuevos hoteles a lo largo de la zona.
Sufrió un fuerte impacto económico tras las devastaciones del Huracán George (1998) que resultó en el cierre de la mayoría de los hoteles de playa mientras los grandes cadenas hoteleras se trasladaron más hacia el este (Bávaro–Punta Cana). Algunos de los hoteles más antiguos se convirtieron en proyectos inmobiliarios.
Aunque actualmente Juan Dolio se ha vuelto menos popular, sus playas son bien frecuentados por lugareños y turistas.
Ubicada en el centro de la comunidad, la Playa Juan Dolio es un tramo de arena blanca, palmeras de coco y aguas de color turquesa. Cuenta con accesos públicos y áreas de estacionamiento para visitantes. Hay puestos de comida y bebida cerca de la playa donde puedes encontrar platos típicos a base de productos de mar.
Playa Real está situada en la parte este de Juan Dolio. Esta hermosa playa tiene la forma de media luna, y está separada de la carretera principal por apartamentos y edificios de condominios de gran altura a lo largo de la playa. El acceso gratuito a esta playa es a menudo limitado por el personal de seguridad privada de los apartamentos y condominios.
Para amantes del submarinismo, hay seis buenos sitios de buceo en Juan Dolio incluyendo el naufragio Tanya, un carguero de 195 pies de largo.
Encontrarás una variedad de hoteles para hospedarse en Juan Dolio. Algunas de las mejores opciones para vacacionistas incluyen:
Costa Caribe Coral es uno de los mejores resorts todo incluido ubicado en Juan Dolio, y es el ideal destino para golfistas dado su campo de golf de 18 hoyos.
Plaza Real Resort Hotel es un agradable lugar ubicado en el corazón de Juan Dolio.